# Програма видачі свідоцтв Red Hat
Програма Видачі Свідоцтв Red Hat (англ. Red Hat Certification Program) — програма видачі професійних свідоцтв компанії Red Hat для навичок з адміністрування системи Red Hat Enterprise Linux.
Дана програма характеризується випробуванням студентів на практиці: встановлення несправностей, установка та адміністрування системи. Іспит зосереджується на кінцевому результаті, а не на процесі, під час якого було здійснене поставлене завдання.
Найбльіш загальним та пошереним свідоцтвом є Red Hat Certified Engineer.

## Свідоцтва
Red Hat Certified TechnicianRed Hat Certified Technician (RHCT) орієнтований на системних адміністраторів однієї системи
Red Hat Certified EngineerRed Hat Certified Engineer (RHCE) розширює RHCT зосереджуючись на сервісах та інформаційній безпеці.
Red Hat Certified ArchitectRed Hat Certified Architect (RHCA) вимагає повторних п'яти екзаменів по RHCE, що зосереджується на корпоративному програмному забезпеченні.  Проходження цих п'яти іспитів гарантують, що студент зможе розгорнути систему на корпоративному рівні. Red Hat пропонує чотириденні лекції для кожного курсу, екзамен з яких може здаватися уже на п'ятий день навчання.
Red Hat Certified Security SpecialistThe Red Hat Certified Security Specialist (RHCSS).  Це свідоцтво включає два підтвердження екзаменів для RHCA плюс екзамен по SELinux. Пропонується починаючи з 13 жовтня 2005 року.

## Ресурси тенет
- Офіційний майданчик тенет центру видачі свідоцтв Red Hat